# Campeonato Nacional da III Divisão de Hóquei em Patins
Campeonato Português de Hóquei em Patins 3.ª Divisão

## Campeões da 3.ª Divisão
| Época   |                                           | Tabela de Classificações        | Tabela de Classificações        | Tabela de Classificações  | Tabela de Classificações |
| Época   | Campeão                                   | Segundo Classificado            | Terceiro Classificado           | Quarto Classificado       |                          |
| ------- | ----------------------------------------- | ------------------------------- | ------------------------------- | ------------------------- | ------------------------ |
| 2023-24 | OH Sports                                 | Marítimo SC                     | Alcobacense                     | Limianos                  |                          |
| 2022-23 | HC Valença                                | HCP Grândola                    | CP Sobreira                     | UD Vilafranquense         |                          |
| 2021-22 | UF Entroncamento                          | Escola Livre Azeméis            | AD Valongo B                    | Sporting CP B             |                          |
| 2020-21 | SL Benfica "B"                            | Termas OC                       | HC Maia                         | GD CRIAR-T                |                          |
| 2019–20 | Sem campeão devido à pandemia de Covid-19 |                                 |                                 |                           |                          |
| 2018–19 | AD Valongo "B"                            | FC Alverca                      | GD Sesimbra                     | Escola Livre Azeméis      |                          |
| 2017–18 | Biblioteca Instrucão e Recreio            | CRPF Lavra                      | GRF Murches                     | HC PDL                    |                          |
| 2016–17 | FC Porto "B"                              | Sporting CP "B"                 | Associação Académica de Coimbra | Associação Alcobacense CD |                          |
| 2015–16 | SC Marinhense                             | ADJ Vila-Praia                  | Parede FC                       | n/a                       |                          |
| 2014–15 | OC Barcelos "B"                           | CA Campo Ourique                | Associação Académica de Coimbra | n/a                       |                          |
| 2013–14 | SL Benfica "B"                            | Valença HC                      | UDC Nafarros                    | n/a                       |                          |
| 2012–13 | CART/Superinertes                         | Marítimo SC                     | AC Sismaria                     | n/a                       |                          |
| 2011–12 | Associação Alcobacense CD                 | CP Sobreira                     | HCP Grândola                    | n/a                       |                          |
| 2010–11 | Sporting CP                               | Famalicense AC                  | ACR Santa Cita                  | n/a                       |                          |
| 2009–10 | Clube Desportivo da Póvoa                 | HC Mealhada                     | CD São Roque                    | n/a                       |                          |
| 2008–09 | Bibioteca Instrucao e Recreio             | Associação Académica de Coimbra | APDG Penafiel                   | CP Beja                   |                          |
| 2007–08 | Associação Académica da Amadora           | Escola Livre de Azeméis         | C Infante Sagres                | UD Vilafranquense         |                          |
| 2006–07 | CA Campo Ourique                          | FC Bom Sucesso                  | AD "Os Limianos"                | GD Vialonga               |                          |
| 2005–06 | CD Boliqueime                             | AD Pasteleira                   | Biblioteca IR                   | n/a                       |                          |
| 2004–05 | Escola Livre de Azeméis                   |                                 |                                 |                           |                          |
| 2003–04 | Juventude Ouriense                        |                                 |                                 |                           |                          |
| 2002–03 | Associação Académica da Amadora           |                                 |                                 |                           |                          |
| 2001–02 | CPRF Lavra                                |                                 |                                 |                           |                          |
| 2000–01 | HC Lourinhã                               |                                 |                                 |                           |                          |
| 1999–00 | Sporting CP                               |                                 |                                 |                           |                          |
| 1998–99 | AD Oeiras                                 |                                 |                                 |                           |                          |
| 1997–98 | Juventude Pacense                         |                                 |                                 |                           |                          |
| 1996–97 | Associação Académica da Amadora           |                                 |                                 |                           |                          |
| 1995–96 | Académico FC                              |                                 |                                 |                           |                          |
| 1994–95 | AHC Santa Cruz                            |                                 |                                 |                           |                          |
| 1993–94 | Associação Académica de Espinho           |                                 |                                 |                           |                          |
| 1992–93 | Riba D'Ave HC                             |                                 |                                 |                           |                          |
| 1991–92 | CA Feira                                  |                                 |                                 |                           |                          |
| 1990–91 | SC Marinhense                             |                                 |                                 |                           |                          |
| 1989–90 | AD Oeiras                                 |                                 |                                 |                           |                          |
| 1988–89 | CD Torres Novas                           |                                 |                                 |                           |                          |
| 1987–88 | Não se realizou                           |                                 |                                 |                           |                          |
| 1986–87 | Não se realizou                           |                                 |                                 |                           |                          |
| 1985–86 | Não se realizou                           |                                 |                                 |                           |                          |
| 1984–85 | Não se realizou                           |                                 |                                 |                           |                          |
| 1983–84 | Não se realizou                           |                                 |                                 |                           |                          |
| 1982–83 | Não se realizou                           |                                 |                                 |                           |                          |
| 1981–82 | Santos Venda Nova                         |                                 |                                 |                           |                          |